# Samsung Gear S
La Samsung Gear S est une montre intelligente produite et vendue par Samsung Electronics. Elle est annoncée le 28 août 2014 comme le successeur du Samsung Gear 2 et est commercialisée le 7 novembre 2014. Par défaut sur Tizen, la smartwatch peut être modifiée pour exécuter Android 5.1.1 ou Android Wear 6.0.1.
Son successeur, la Samsung Gear S2, est sortie le 2 octobre 2015.

## Caractéristiques
Le Gear S est similaire aux anciennes versions de la Samsung Galaxy Gear, bien qu'elle soit livrée avec de nouveaux ajouts. Le Samsung Gear S dispose d'un écran Super AMOLED incurvé de 2,0 pouces à 360×480 pixels. Il a un Dual Core 1.0 Processeur GHz et exécute le système d' exploitation Tizen . Comme avec la Galaxy Gear 2, la Gear S comprend 512 Mo de RAM et 4 Go Stockage interne ainsi qu'un 300 Batterie Li-ion mAh.
En utilisant un module 3G, la montre elle-même peut se connecter à Internet, passer des appels téléphoniques et envoyer des SMS sans avoir besoin d'un téléphone. Elle est le premier accessoire connecté à inclure la connectivité Wi-Fi, Bluetooth et 3G.